# ناصفه (یمن)
 ناصفه  به عربی ( الناصفة  )، روستایی است در عزلهٔ (نحت الزاهر)، در ناحیهٔ (بلاد البیضاء)، از توابع استان رَیمه در کشور یمن در شبه جزیره عربستان. 
جمعیت آن ۳۴۶ نفر (۱۱ خانوار) می‌باشد.